# Suomen Suunnistusliitto
Der Orientierungslaufverband Finnlands (finnisch: Suomen Suunnistusliitto, SSL; schwedisch: Finlands Orienteringsförbund) ist der nationale Orientierungslaufverband Finnlands. Er wurde 1945 gegründet und ist Gründungsmitglied des Internationalen Orientierungslaufverbandes (IOF).

## Geschichte
Der Verband wurde am 18. März 1945 unter dem Namen Suomen Suunnistamisliitto gegründet. Im selben Jahr gründete sich auch der norwegische Orientierungslaufverband, bereits 1938 entstand in Schweden der nationale Orientierungslaufverband. 1959 erfolgte die Umbenennung in den heutigen Namen. Seit 1946 gibt der Verband ein Magazin aus das seit 1950 unter dem Namen Suunnistaja erscheint.

## Ausrichtungen
Orientierungslauf:
- Orientierungslauf-Weltmeisterschaften 1966 in Fiskars
- Orientierungslauf-Weltmeisterschaften 1979 in Tampere
- Orientierungslauf-Weltmeisterschaften 2001 in Tampere
- Orientierungslauf-Weltmeisterschaften 2013 in Vuokatti

- Junioren-Orientierungslauf-Weltmeisterschaften 1992 in Jyväskylä
- Junioren-Orientierungslauf-Weltmeisterschaften 2017 in Tampere

- Masters-Orientierungslauf-Weltmeisterschaften 2007 in Kuusamo

Ski-Orientierungslauf:
- Ski-Orientierungslauf-Weltmeisterschaften 1975 in Hyvinkää
- Ski-Orientierungslauf-Weltmeisterschaften 1988 in Kuopio
- Ski-Orientierungslauf-Weltmeisterschaften 2005 in Levi

- Junioren-Ski-Orientierungslauf-Weltmeisterschaften 1994 in Rovaniemi
- Junioren-Ski-Orientierungslauf-Weltmeisterschaften 2004 in Vuokatti

- Masters-Ski-Orientierungslauf-Weltmeisterschaften 2004 in Vuokatti

Mountainbike-Orienteering:
- Mountainbike-Orienteering-Weltmeisterschaften 2006 in Joensuu

Trail-Orienteering:
- Trail-Orienteering-Weltmeisterschaften 2006 in Joensuu
- Trail-Orienteering-Weltmeisterschaften 2013 in Vuokatti

## Vorsitzende
- 1945–1945: Olli Veijola
- 1946–1953: Lauri Antero
- 1954–1959: Immo Teräs
- 1960–1969: Erkki Sorakuru
- 1970–1983: Osmo Niemelä
- 1984–1991: Seppo Siirilä
- 1992–1997: Erkki Frick
- 1998–2003: Jan-Erik Krusberg
- 2003–2008: Heikki Kauppinen
- seit 2008: Kirre Palmi